# Karl-Günter Möpert
Karl-Günter Möpert (* 5. Dezember 1933 in Dresden; † 4. September 2014 in Berlin) war ein deutscher Bildhauer.

## Leben
Möpert absolvierte in Dresden 1948 bis 1951 eine Ausbildung zum Steinbildhauer. Er siedelte nach Berlin über und war dort in den Staatlichen Museen tätig. Danach arbeitete er freischaffend und ließ sich bei Fritz Cremer, Waldemar Grzimek und Wieland Förster weiter in der Bildhauerei ausbilden. Von 1964 bis 1969 besuchte er die Meisterschule für Steinbildhauer in Berlin.
Seit 1980 organisierte er in regelmäßiger Folge das Bildhauersymposium in Reinhardtsdorf in der Sächsischen Schweiz. In den dortigen Steinbrüchen trafen sich über viele Jahre Bildhauer aus dem In- und Ausland zum Erfahrungsaustausch und gemeinsamen Arbeiten. 1980 erhielt er die Verdienstmedaille der DDR und 1987 den Goethe-Preis der Stadt Berlin.
Von 1962 bis 1990 war Möpert Mitglied des Verbandes Bildender Künstler der DDR. Ab 1990 war er Gründungsmitglied und danach bis 1993 Sprecher des Fachverbandes Freie Kunst Berlin. Ab 1993 war er Mitglied des Berufsverbandes Bildender Künstler Berlin und ab 1995 Mitglied im Neuen Sächsischen Kunstverein. Möpert lebte in Berlin-Mahlsdorf. Sein Grab befindet sich auf dem Friedhof Kaulsdorf.

## Werke (Auswahl)
- 1965: Mädchen, Bronze, Stadtpark Lichtenberg, Kielblockstraße
- 1974: Stele der Völkerfreundschaft, Sandstein, Magdeburg, Schleinufer
- 1974: Weiblicher Akt, Sandstein, Magdeburg, Schleinufer
- 1977: Sitzender Akt (Marmor; ausgestellt auf der VIII. Kunstausstellung der DDR)[2]
- 1981: Mutter und Kind (mit Theo Balden), Frankfurt (Oder), Thomas-Müntzer-Hof
- 1982: Wäscherin, Sandstein, Berlin-Köpenick, Müggelheimer Straße, Grünanlage Frauentog
- 1983: Musik (mit Christa Sammler), Sandstein, Berlin-Weißensee, Bizetstraße 27
- 1983: Quellbrunnen mit Sandsteinplastik, Berlin-Friedrichsfelde, ursprünglich namenloser Stadtplatz zwischen Robert-Uhrig- und Massower Straße, abgetragen und eingelagert[3][4]
- 1983: Die vier Temperamente (Brunnen), Sandstein, Berlin-Mahlsdorf, Hönower Straße, am S-Bahnhof[5]
- 1985/87: Pan, Bronze, Frankfurt (Oder), Karl-Marx-Straße[6]
- 1987: Blick aus dem Fenster, Sandstein, Berlin-Karlshorst, Hönower Straße
- 1989: Träumende, Sandstein, Berlin-Marzahn, Parsteiner Ring, Grünanlage Ahrensfelder Berge
- 1990: Pan, Sandstein, Berlin-Friedrichsfelde, Alfred-Kowalke-Straße
- 1991: Hauseingangszeichen (mit Marguerite Blume-Cárdenas), Sandstein, Berlin-Hellersdorf, Zossener Straße
- 1995: Kniende, Kunststein/Muschelkalk, Berlin-Karlshorst, Ehrenfelsstraße/Ingelheimer Straße (Überarbeitung der Plastik von Karl Trumpf)

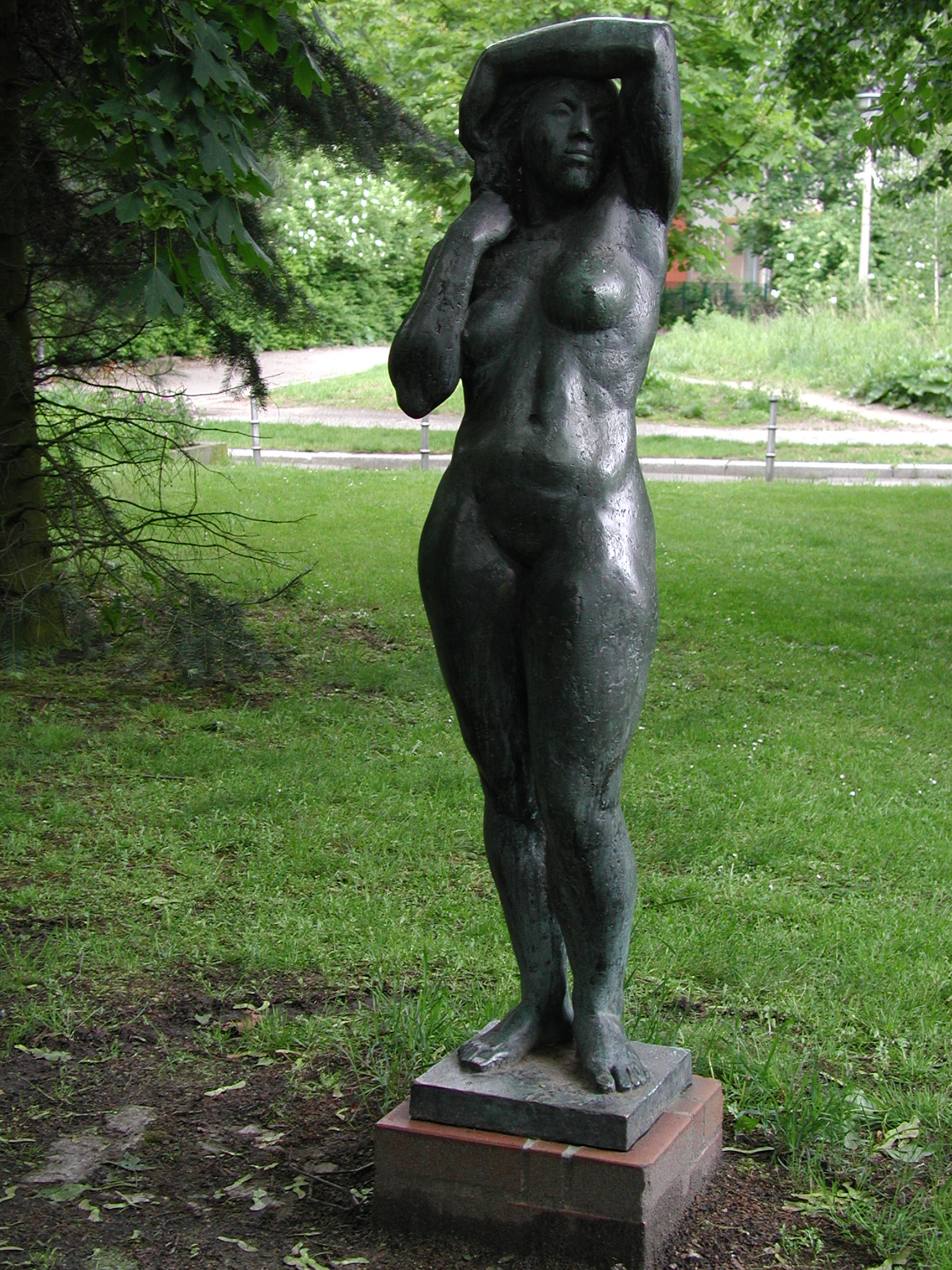
Mädchen (1965)
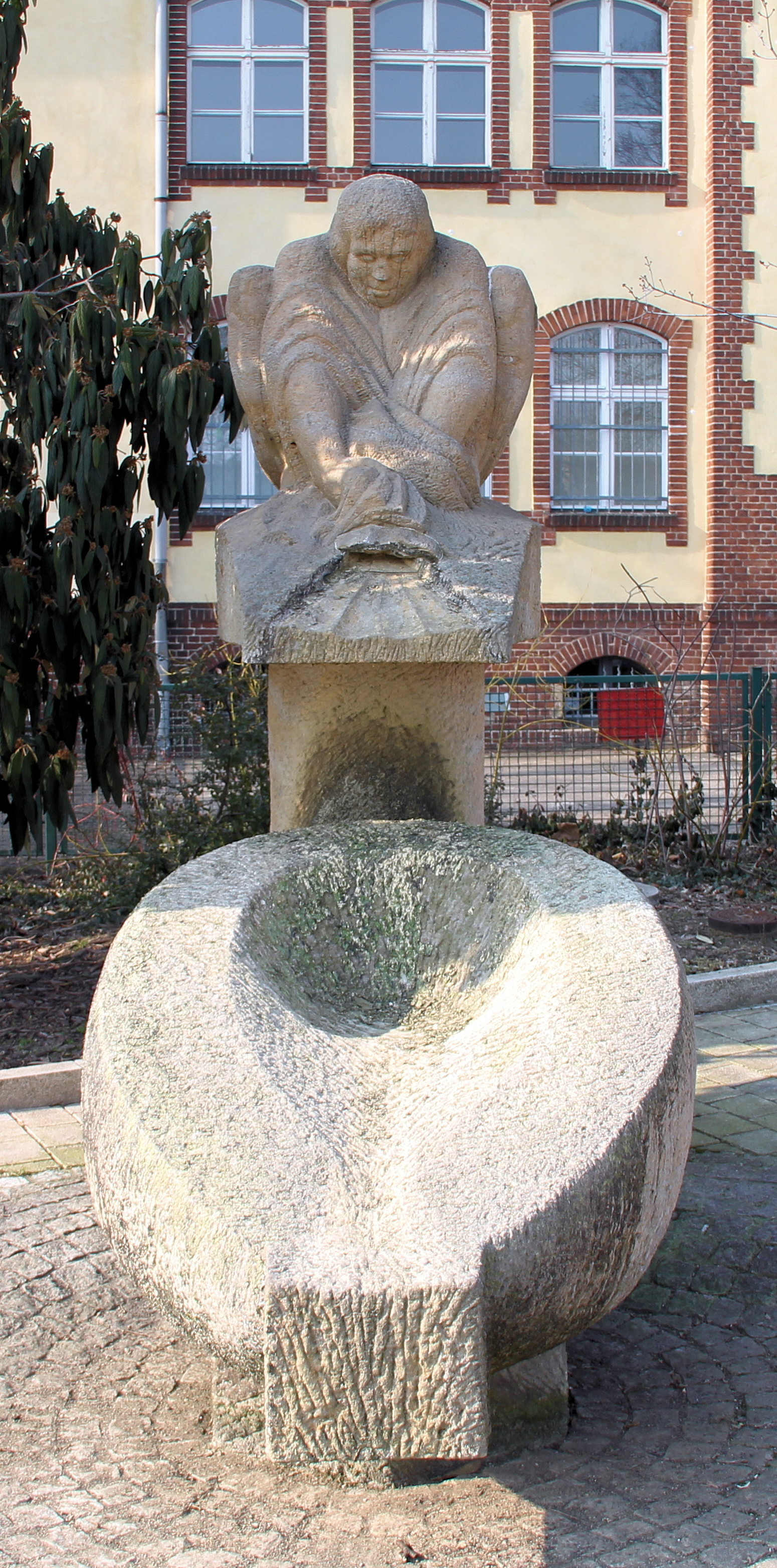
Wäscherin (1982)
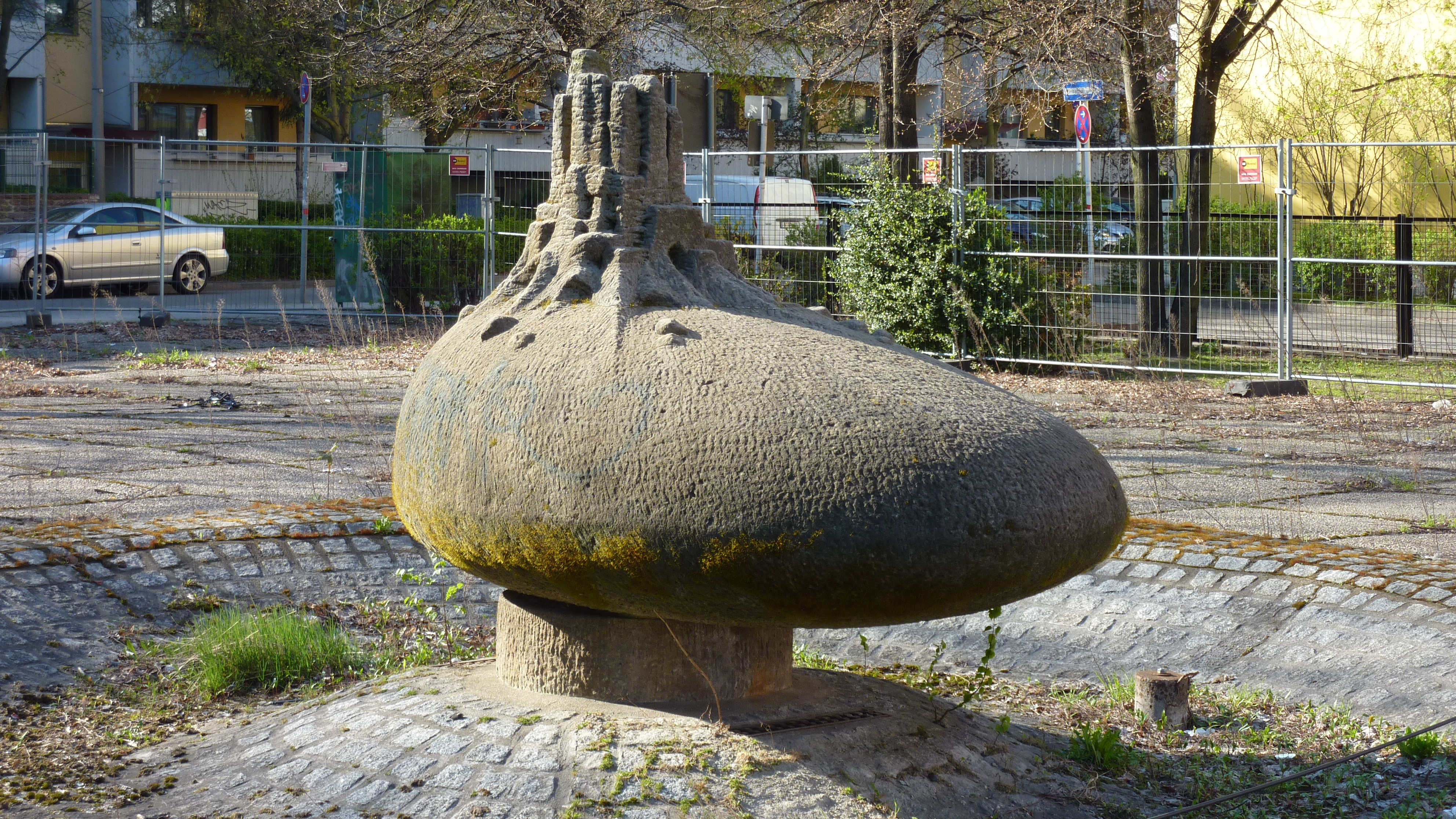
Quellbrunnen (1983)
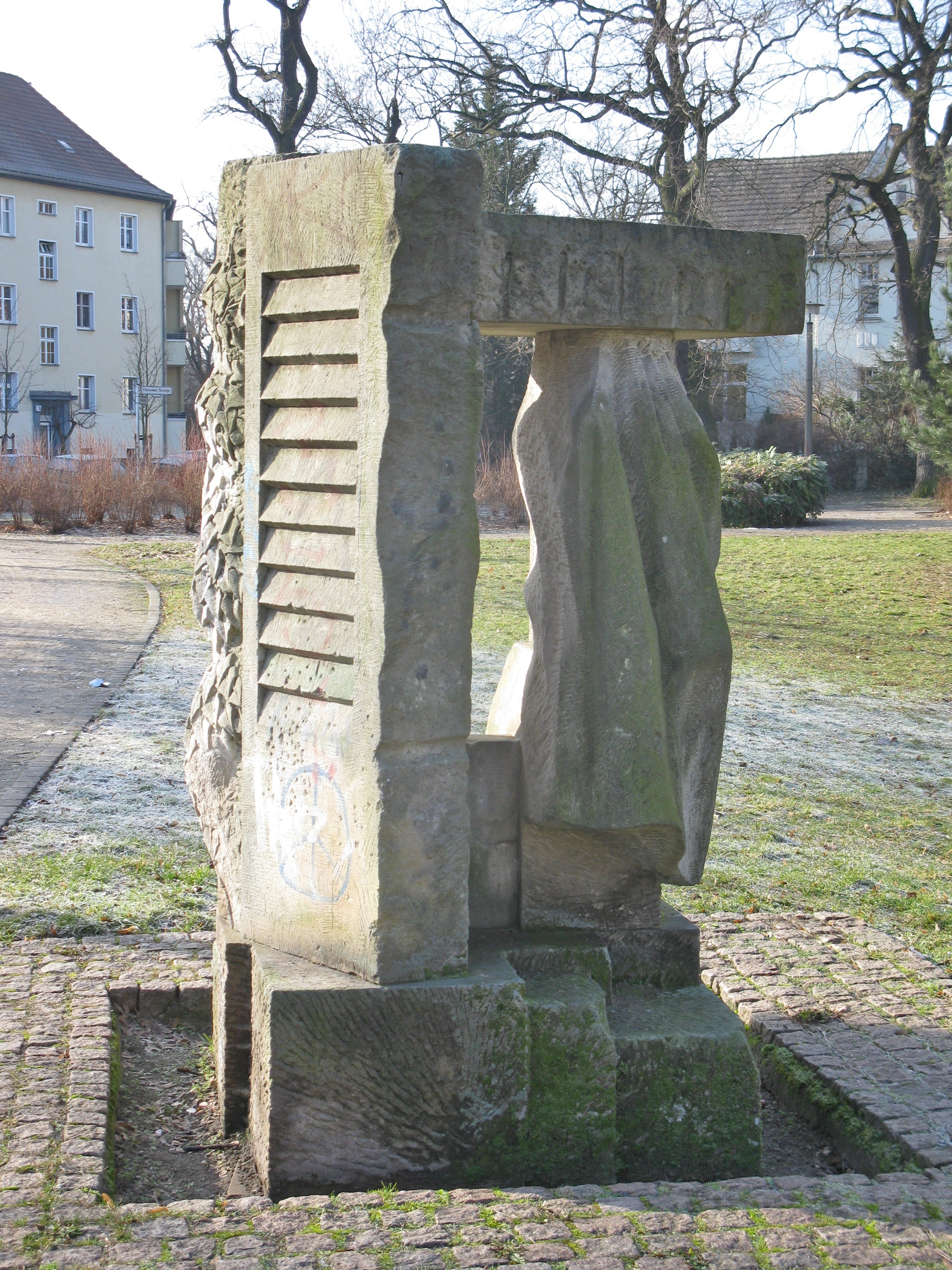
Blick aus dem Fenster (1987)
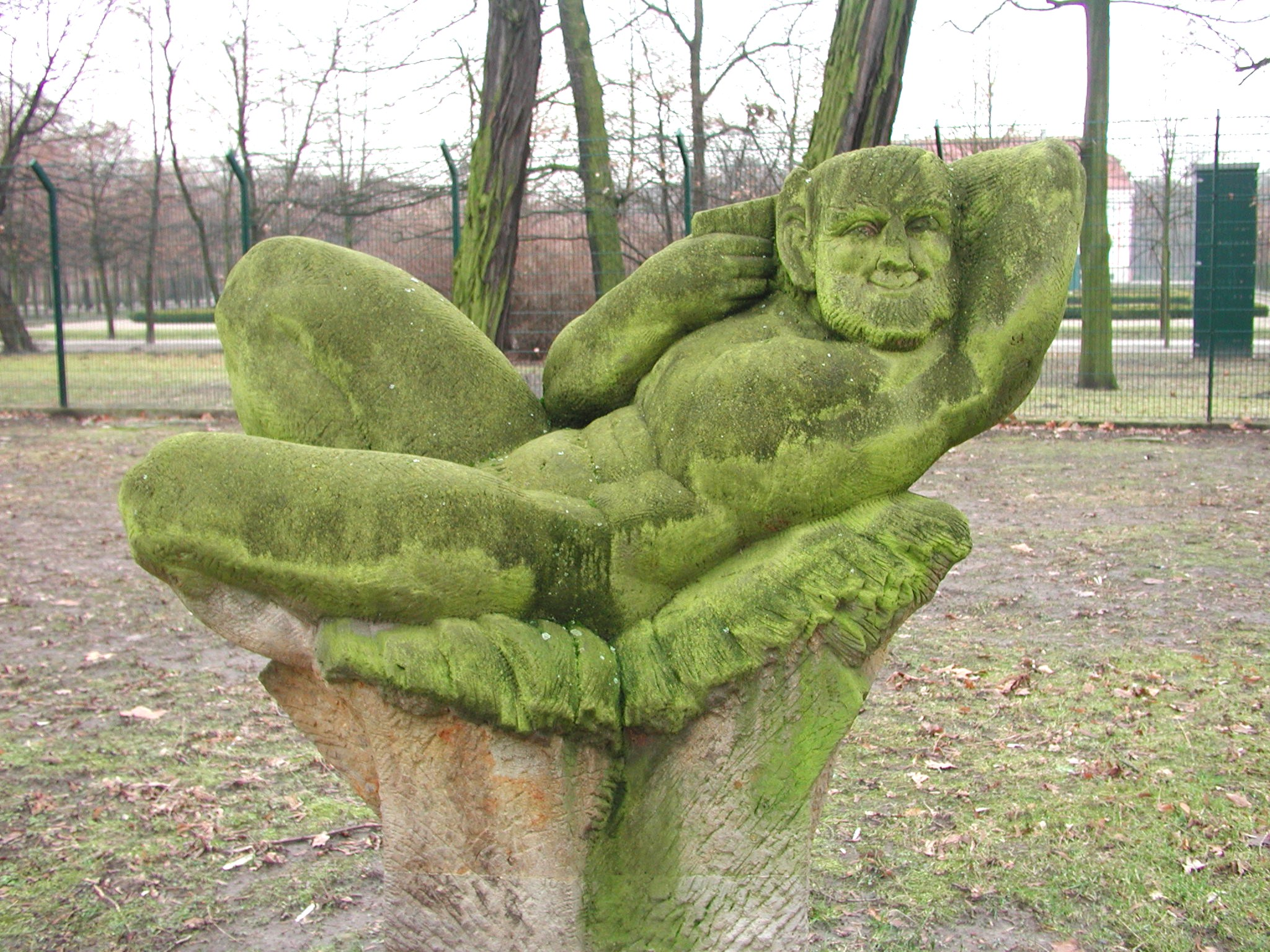
Pan (1990)
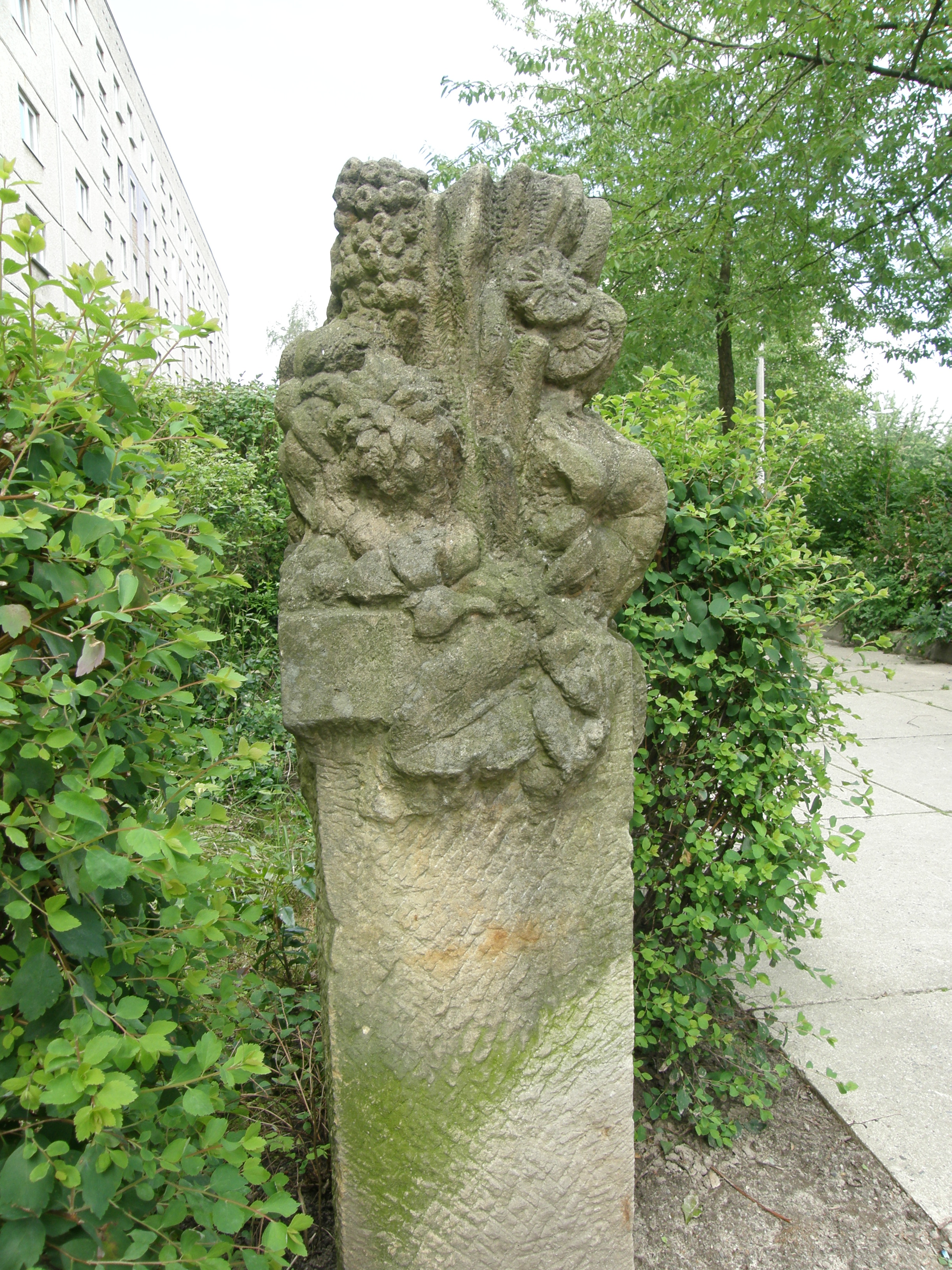
Hauseingangszeichen (1991)

## Ausstellungen (mutmaßlich unvollständig)
- 1973, 1980 und 1982: Berlin, Treptower Park, „Plastik und Blumen“
- 1975, 1979, 1986 und 1989: Berlin, Bezirkskunstausstellungen
- 1977/1978 und 1987/1988: Dresden, VIII. und X. Dresden, Kunstausstellung der DDR
- 1987: Dresden, Galerie Rähnitzgasse („Wirklichkeit und Bildhauerzeichnung“)